# Chain 2
Chain 2 dialogue for violin and orchestra is een compositie van Witold Lutosławski. Het draagt dezelfde hoofdtitel als Chain 1, maar de werken staan los van elkaar.
Chain 2 is geschreven voor de violiste Anne-Sophie Mutter op verzoek van dirigent Paul Sacher van Collegium Musicum uit Zürich. Zij speelden het werk als eersten op 31 januari 1986. Het werk is geschreven in een concertantevorm, maar dan in vier delen. De delen 2 en 4 liggen daarbij geheel vast (uitgecomponeerd), de delen 1 en 3 kunnen ad libdum gespeeld worden, naar inzicht van de uitvoerenden (meer richting improvisatie).
De aanduidingen van de delen zijn:
1. ad libidum
2. a battuta
3. ad libidum
4. a battuta

Het werk is een oefening in intervallen. In deel 1 staan grote en kleine secundes tegenover kwarten. De secundes worden daarbij nog verder verkleind tot micro-intervallen. Deel 2 besteedt aandacht aan de grote en kleine terts en introduceert ook polyritmiek met triolen in de solopartij. De componist vond dit deel het meest lijken op het klassieke scherzo. Deel 3 is grotendeels chromatisch van opzet. Deel 4 is de afsluiting met veel akkoorden en heeft als hoogtepunt en twaalftonig akkoord.
Uit dit werkt vloeide weer een ander werk voort; het Interlude. Paul Sacher stelde een werk voor dat gespeeld kon worden tussen Partita en Chain 2, zodat een uitgebalanceerd programma voor viool en orkest zou ontstaan.    
Lutosławski schreef Chain 2 voor
- soloviool
- 2 dwarsfluiten tevens piccolo, 2 hobo's (II ook althobo), 2 klarinetten (II tevens basklarinet), 2 fagotten
- 2  trompetten, 2 trombones
- pauken,  percussie,  harpen,  piano tevens celesta
- violen (6 eerste, 6 tweede), 4 altviolen, 4 celli, 2 contrabassen

## Discografie
- Uitgaven Naxos
  - bestelnr. 8.572450 plaatst Interlude tussen Partita en Chain 2 in een uitvoering onder leiding van de componist
  - bestelnr. 8.553202 plaatst Interlude als zelfstandig werk in een uitvoering van het Pools Nationaal Radio-Symfonieorkest onder leiding van Antoni Wit
- Uitgave DG: Mutter met het BBC Symphony Orchestra o.l.v. de componist